# Línea N804 (Interurbanos Madrid)
La línea N804 de la red de autobuses interurbanos de Madrid une el intercambiador de Atocha (Madrid) con Fuenlabrada.

## Características
Esta línea nocturna discurre entre el intercambiador de Atocha (Madrid), Leganés y Fuenlabrada, en un trayecto de 60 minutos de duración.
Creada en 1999 con la denominación de N44, al principio unía el intercambiador de Aluche con el barrio de Valdepelayos en Leganés. A partir del 27 de mayo de 2005 recibe el nombre actual de N804, ampliando su recorrido al barrio de Arroyo Culebro.
El 14 de mayo de 2018 es prolongada a Fuenlabrada y cambia su cabecera en Madrid al intercambiador de Atocha.
Desde marzo de 2021, quedó suprimida la parada de Leganés Tecnológico debido a las obras de construcción de la nueva rotonda de acceso. En principio se hablaba de una pérdida provisional pero con la puesta en servicio de nuevas paradas se confirma la supresión definitiva de la parada para las líneas nocturnas.
La línea mantiene los mismos horarios todo el año (exceptuando las vísperas de festivo y festivos de Navidad).
Está operada por la Empresa Martín mediante la concesión administrativa VCM-404 - Madrid – Leganés – Fuenlabrada (Viajeros Comunidad de Madrid) del Consorcio Regional de Transportes de Madrid.

## Horarios
| Noches de domingo a jueves y festivos noche      |                      |                      |                      |                      |                      |                      |                      |                      |                      |                      |
| Madrid > Fuenlabrada                             | Madrid > Fuenlabrada | Madrid > Fuenlabrada | Madrid > Fuenlabrada | Madrid > Fuenlabrada | Madrid > Fuenlabrada | Fuenlabrada > Madrid | Fuenlabrada > Madrid | Fuenlabrada > Madrid | Fuenlabrada > Madrid | Fuenlabrada > Madrid |
| 00                                               | 01                   | 02                   | 03                   | 04                   | 05                   | 00                   | 01                   | 02                   | 03                   | 04                   |
|                                                  | 00                   |                      | 00                   |                      | 00                   | 00                   |                      | 00                   |                      | 00                   |
| Noches de viernes, sábados y vísperas de festivo |                      |                      |                      |                      |                      |                      |                      |                      |                      |                      |
| Madrid > Fuenlabrada                             | Madrid > Fuenlabrada | Madrid > Fuenlabrada | Madrid > Fuenlabrada | Madrid > Fuenlabrada | Madrid > Fuenlabrada | Fuenlabrada > Madrid | Fuenlabrada > Madrid | Fuenlabrada > Madrid | Fuenlabrada > Madrid | Fuenlabrada > Madrid |
| 00                                               | 01                   | 02                   | 03                   | 04                   | 05                   | 00                   | 01                   | 02                   | 03                   | 04                   |
| 15                                               | 00                   | 15                   | 00                   | 15                   | 00                   | 00                   | 15                   | 00                   | 15                   | 00                   |

## Recorrido y paradas

### Sentido Fuenlabrada
| Código | Parada                                      | Común con       | Conexiones con Metro y Cercanías | Municipio   | Zona |
| ------ | ------------------------------------------- | --------------- | -------------------------------- | ----------- | ---- |
| 50010  | Av. Ciudad de Barcelona - Est. Atocha       | N802            | Atocha                           | Madrid      |      |
| 3929   | Intercambiador Plaza Elíptica               | N802 N803       | Plaza Elíptica                   | Madrid      |      |
| 3994   | Consejería Empleo y Mujer                   | N802 N803       |                                  | Madrid      |      |
| 7617   | Vía Lusitana - Cementerio Sur               | N802 N803       |                                  | Madrid      |      |
| 07969  | Av. Europa - Est. Zarzaquemada              |                 | Zarzaquemada                     | Leganés     |      |
| 07959  | Somontano - Priorato                        |                 |                                  | Leganés     |      |
| 07961  | Monegros - Ribeiro                          |                 |                                  | Leganés     |      |
| 07965  | Monegros - Av. La Mancha                    |                 |                                  | Leganés     |      |
| 09512  | Monegros - Av. Rey Juan Carlos I            |                 | Julián Besteiro                  | Leganés     |      |
| 07923  | Av. Rey Juan Carlos I - Monegros            | N802            |                                  | Leganés     |      |
| 13122  | Av. La Mancha - Centro de mayores           |                 |                                  | Leganés     |      |
| 13123  | Av. La Mancha - Parque Pablo Ruiz Picasso   |                 |                                  | Leganés     |      |
| 12745  | Av. Gibraltar - Casa del Reloj              | N802            | Casa del Reloj                   | Leganés     |      |
| 07890  | Av. Doctor Fleming - Garcilaso              |                 |                                  | Leganés     |      |
| 07934  | Av. Doctor Fleming - Colegio                |                 |                                  | Leganés     |      |
| 07865  | Av. Orellana - Hospital Severo Ochoa        |                 | Hospital Severo Ochoa            | Leganés     |      |
| 07869  | Av. Orellana - Plaza de la Inmaculada       |                 |                                  | Leganés     |      |
| 08212  | C.º Polvoranca - Federica Montseny          |                 |                                  | Leganés     |      |
| 09524  | Federica Montseny - Clara Campoamor         |                 |                                  | Leganés     |      |
| 07881  | Federica Montseny - Sagasta                 |                 |                                  | Leganés     |      |
| 12429  | Av. Conde de Barcelona - Av. Pablo Iglesias |                 |                                  | Leganés     |      |
| 19300  | Camino de Polvoranca - Pol. Ind. Polvoranca |                 |                                  | Leganés     |      |
| 15605  | César Gª Contonente - Alcalde A. de Castro  |                 |                                  | Leganés     |      |
| 20187  | A. Pedro Glez. Glez. - Alcalá de Henares    |                 |                                  | Leganés     |      |
| 20185  | Alcalde Pedro Glez. Glez. - Aranjuez        |                 |                                  | Leganés     |      |
| 15593  | Alcalde Ramón Yerro Ordóñez - Móstoles      |                 |                                  | Leganés     |      |
| 15595  | Móstoles - Alcalde Manuel Gómez Casado      |                 | Parque Polvoranca                | Leganés     |      |
| 07754  | Leganés - Centro de salud mental            | 498 N807        |                                  | Fuenlabrada |      |
| 07763  | Leganés - Murcia                            | 5 498 N807      |                                  | Fuenlabrada |      |
| 07772  | Leganés - Los Ángeles                       | 5 498 N807      |                                  | Fuenlabrada |      |
| 07751  | Leganés - Humilladero                       | 5 498 N803 N807 |                                  | Fuenlabrada |      |
| 07749  | Luis Sauquillo - Grecia                     | 498 N807        | Fuenlabrada Central              | Fuenlabrada |      |
| 11059  | Extremadura - Arados                        |                 |                                  | Fuenlabrada |      |
| 07743  | Comunidad de Madrid - Panaderas             |                 |                                  | Fuenlabrada |      |
| 07742  | Comunidad de Madrid - Pza. Valdehondillo    |                 |                                  | Fuenlabrada |      |
| 10513  | Teide - Pol. Ind. La Estación               | 498             |                                  | Fuenlabrada |      |

### Sentido Madrid (Atocha)
| Código | Parada                                      | Común con  | Conexiones con Metro y Cercanías | Municipio   | Zona |
| ------ | ------------------------------------------- | ---------- | -------------------------------- | ----------- | ---- |
| 10514  | Teide - Pol. Ind. La Estación               | 498        |                                  | Fuenlabrada |      |
| 07741  | Comunidad de Madrid - Pza. Valdeserrano     |            |                                  | Fuenlabrada |      |
| 07744  | Panaderas - Centro de salud                 |            |                                  | Fuenlabrada |      |
| 07745  | Panaderas - Pza. Miraflor                   |            |                                  | Fuenlabrada |      |
| 07748  | Luis Sauquillo - Escorial                   | 498 N807   | Fuenlabrada Central              | Fuenlabrada |      |
| 07781  | Luis Sauquillo - Tesillo                    | 5 498 N807 |                                  | Fuenlabrada |      |
| 07771  | Leganés - Los Ángeles                       | 5 498 N807 |                                  | Fuenlabrada |      |
| 07764  | Leganés - Cuzco                             | 5 498 N807 |                                  | Fuenlabrada |      |
| 07755  | Leganés - Centro de salud mental            | 498 N807   |                                  | Fuenlabrada |      |
| 17300  | Parla - Parque Polvoranca                   |            |                                  | Leganés     |      |
| 15596  | Alcalde Manuel Gómez Casado - Móstoles      |            | Parque Polvoranca                | Leganés     |      |
| 20186  | Alcalde Pedro Glez. Glez. - Aranjuez        |            |                                  | Leganés     |      |
| 20188  | A. Pedro Glez. Glez. - Torrejón de Ardoz    |            |                                  | Leganés     |      |
| 15604  | César Gª Contonente - Alcalde A. de Castro  |            |                                  | Leganés     |      |
| 19301  | Camino de Polvoranca - Pol. Ind. Polvoranca |            |                                  | Leganés     |      |
| 12428  | Av. Conde de Barcelona - Av. Pablo Iglesias |            |                                  | Leganés     |      |
| 07882  | Federica Montseny - Manuel Bartolomé        |            |                                  | Leganés     |      |
| 09525  | Federica Montseny - Diego Mtnez. Barrio     |            |                                  | Leganés     |      |
| 08213  | C.º Polvoranca - Estaño                     |            |                                  | Leganés     |      |
| 07870  | Av. Orellana - Plaza de la Inmaculada       |            |                                  | Leganés     |      |
| 07866  | Av. Orellana - Hospital Severo Ochoa        |            | Hospital Severo Ochoa            | Leganés     |      |
| 07864  | Av. Doctor Fleming - Colegio                |            |                                  | Leganés     |      |
| 07891  | Av. Doctor Fleming - Constitución de Cádiz  |            |                                  | Leganés     |      |
| 12744  | Av. Gibraltar - Casa del Reloj              | N802       | Casa del Reloj                   | Leganés     |      |
| 07922  | Av. La Mancha - Parque Pablo Ruiz Picasso   |            |                                  | Leganés     |      |
| 13121  | Av. La Mancha - Parque Pablo Ruiz Picasso   |            |                                  | Leganés     |      |
| 07924  | Av. Rey Juan Carlos I - La Rioja            | N802       |                                  | Leganés     |      |
| 09511  | Monegros - Av. Rey Juan Carlos I            |            | Julián Besteiro                  | Leganés     |      |
| 07966  | Monegros - Panadés                          |            |                                  | Leganés     |      |
| 07964  | Monegros - Colegio                          |            |                                  | Leganés     |      |
| 07962  | Monegros - Ribeiro                          |            |                                  | Leganés     |      |
| 07960  | Somontano - Escuela Infantil                |            |                                  | Leganés     |      |
| 12826  | Roncal - Est. Zarzaquemada                  |            | Zarzaquemada                     | Leganés     |      |
| 12827  | Clara Janés - Centro Comercial              |            |                                  | Leganés     |      |
| 7616   | Vía Lusitana - Cementerio Sur               | N802 N803  |                                  | Madrid      |      |
| 3995   | Consejería Empleo y Mujer                   | N802 N803  |                                  | Madrid      |      |
| 19224  | Vía Lusitana - Plaza Elíptica               | N802 N803  | Plaza Elíptica                   | Madrid      |      |
| 50010  | Av. Ciudad de Barcelona - Est. Atocha       | N802       | Atocha                           | Madrid      |      |